# 联合分布
在概率论中, 对定义在相同样本空间的两个随机变量{\displaystyle X}和{\displaystyle Y}，其联合分布是同时对于{\displaystyle X}和{\displaystyle Y}的概率分布。

## 离散随机变量的联合分布
对离散随机变量而言，联合分布概率质量函数为{\displaystyle Pr(X=x\,\&\,Y=y)}，即
{\displaystyle P(X=x\;\mathrm {and} \;Y=y)\;=\;P(Y=y|X=x)P(X=x)=P(X=x|Y=y)P(Y=y).\;}
因为是概率分布函数，所以必须有
{\displaystyle \sum _{x}\sum _{y}P(X=x\ \mathrm {and} \ Y=y)=1.\;}

## 连续随机变量的联合分布
类似地，对连续随机变量而言，联合分布概率密度函数为{\displaystyle f_{X,Y}(x,y)}，其中{\displaystyle f_{Y|X}(y|x)}和{\displaystyle f_{X|Y}(x|y)}分别代表{\displaystyle X=x}时{\displaystyle Y}的条件分布以及{\displaystyle Y=y}时{\displaystyle X}的条件分布；{\displaystyle f_{X}(x)}和{\displaystyle f_{Y}(y)}分别代表{\displaystyle X}和{\displaystyle Y}的边缘分布。
同样地，因为是概率分布函数，所以必须有
{\displaystyle \int _{x}\int _{y}f_{X,Y}(x,y)\;dy\;dx=1.}

## 独立变量的联合分布
對於兩相互獨立的事件{\displaystyle P(X)}及{\displaystyle P(Y)}，任意x和y而言有离散随机变量{\displaystyle \ P(X=x\ \mathrm {and} \ Y=y)=P(X=x)\cdot P(Y=y)}，或者有连续随机变量{\displaystyle \ p_{X,Y}(x,y)=p_{X}(x)\cdot p_{Y}(y)}。

## 多元联合分布
2元联合分布可以推广到任意多元的情况{\displaystyle X_{1},\ldots ,X_{n}}
{\displaystyle f_{X_{1},\ldots ,X_{n}}(x_{1},\ldots ,x_{n})=f_{X_{n}|X_{1},\ldots ,X_{n-1}}(x_{n}|x_{1},\ldots ,x_{n-1})f_{X_{1},\ldots ,X_{n-1}}(x_{1},\ldots ,x_{n-1}).}